# John Windsor
John (John Charles Francis; Sandringham, 12 luglio 1905 – Sandringham, 18 gennaio 1919) è stato un principe britannico.
Fu membro della famiglia reale britannica, figlio più giovane di re Giorgio V e di Mary di Teck. Era affetto da epilessia e, di conseguenza, è stato in gran parte nascosto agli occhi del pubblico.

## Biografia

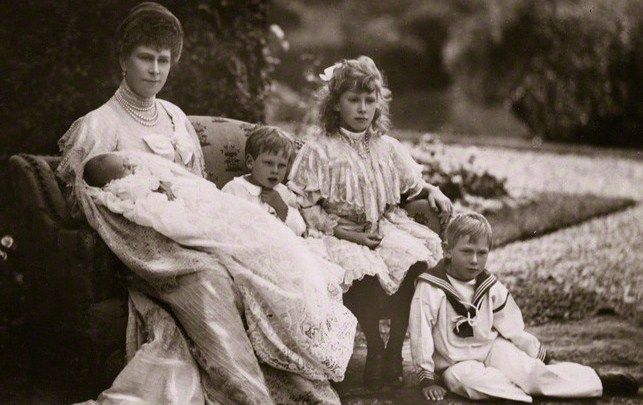
Ritratto fotografico di un piccolo John in braccio alla principessa Mary, assieme i fratelli Henry, Mary e George nel 1905 circa

### Primi anni

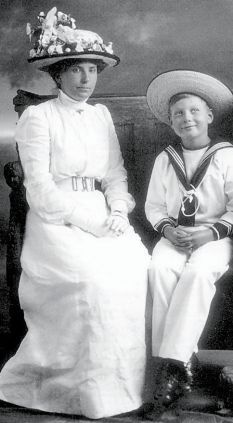
John assieme alla balia Lala Bill nel 1916 circa

Nacque nel 1905. Al momento della sua nascita era sesto nella linea di successione al trono.
Il principe fu battezzato il 3 agosto 1905 a Sandringham nella chiesa di Santa Maria Maddalena; i suoi padrini furono Carlo I di Portogallo, Costantino I di Grecia e Sofia di Prussia (duca e duchessa di Sparta, suoi cugini), Haakon VII di Norvegia (suo cugino), Alice Maria di Sassonia-Coburgo-Gotha (sua cugina), il principe Johann di Schleswig-Holstein-Sonderburg-Glücksburg (suo prozio) ed Alessandro Duff, primo duca di Fife (suo zio). Quattro dei cinque padrini (escluso il duca di Sparta) furono rappresentati dal padre, il principe del Galles, mentre la principessa Vittoria, sua zia, presenziò in vece delle due madrine.
Il principe John ebbe la sua prima convulsione all'età di 4 anni. Non partecipò all'incoronazione di suo padre come sovrano il 22 giugno 1911.

### Vita a Wood Farm
All'età di 12 anni, poiché le sue condizioni di salute peggioravano, fu portato in una tenuta della famiglia a Wood Farm, assistito da un cuoco, una cameriera e la balia Charlotte Bill (chiamata in famiglia "Lala"). Thomas Haverly, un cocchiere scelto per la sua affidabilità, lo accompagnava in gite in campagna o al mare ed alla "grande casa" a Sandringham quando la sua famiglia era là. Il suo tutore fu Henry Peter Hansell (1863–1935).
I giocattoli di John includevano un'automobile a pedali ed un treno cavalcabile. Le foto lo mostrano in sella ad una bicicletta e ad un cavallo senza assistenza. Una parte del terreno fu usato come "giardino del principe John", con i giardinieri che lo aiutavano a curarlo. Ebbe anche la compagnia di Winifred Thomas, una ragazza dello Yorkshire che aveva all'incirca l'età del principe ed era affetta dall'asma, che l'aveva costretta ad essere portata da suo zio, che viveva in quelle campagne, a Sandringham. La delicatezza della ragazza probabilmente fece sì che la madre e la balia la vedessero come una buona compagna di John; per questo la incoraggiarono a fargli visita quasi tutti i giorni. John e Winifred andavano a passeggio e curavano il giardino assieme. Quando John si ammalò, Winifred stette accanto al suo letto con Charlotte Bill per leggergli qualcosa.

### Morte
Dopo il suo tredicesimo compleanno, gli attacchi epilettici crebbero in frequenza e gravità; tuttavia la sua morte fu inaspettata.
Nelle prime ore del 18 gennaio 1919 (dal diario della regina):
Dopo la sua sepoltura, avvenuta il 21 gennaio 1919 nella chiesa di Santa Maria Maddalena a Sandringham. La regina scrisse:

 Alcuni giorni dopo aggiunse: 
La regina diede a Winifred un certo numero di libri di John, con la scritta "In memoria del nostro caro piccolo Principe".
La vita di John è stata oggetto di un dramma televisivo strutturato in due parti e chiamato The Lost Prince, così come del documentario andato in onda su Channel 4 chiamato "Prince John: The Windsors' Tragic Secret".

## Titoli
- 12 luglio 1905 - 6 maggio 1910 : Sua Altezza Reale il Principe John del Galles
- 6 maggio 1910 - 18 gennaio 1919 : Sua Altezza Reale il Principe John

## Ascendenza
|                             |                                       |                                             | Genitori                                                       |  |  | Nonni |  |  | Bisnonni                          |  |  | Trisnonni                           |  |
|                             |                                       |                                             |                                                                |  |  |       |  |  | Alberto di Sassonia-Coburgo-Gotha |  |  | Ernesto I di Sassonia-Coburgo-Gotha |  |
|                             |                                       |                                             |                                                                |  |  |       |  |  | Alberto di Sassonia-Coburgo-Gotha |  |  | Ernesto I di Sassonia-Coburgo-Gotha |  |
|                             |                                       | Luisa di Sassonia-Gotha-Altenburg           |                                                                |  |  |       |  |  | Alberto di Sassonia-Coburgo-Gotha |  |  |                                     |  |
| Edoardo VII                 |                                       |                                             |                                                                |  |  |       |  |  | Alberto di Sassonia-Coburgo-Gotha |  |  |                                     |  |
|                             |                                       | Vittoria                                    | Edoardo Augusto di Hannover (1767-1820)                        |  |  |       |  |  |                                   |  |  |                                     |  |
|                             |                                       | Vittoria                                    | Edoardo Augusto di Hannover (1767-1820)                        |  |  |       |  |  |                                   |  |  |                                     |  |
|                             |                                       | Vittoria                                    | Vittoria di Sassonia-Coburgo-Saalfeld                          |  |  |       |  |  |                                   |  |  |                                     |  |
| Giorgio V                   |                                       | Vittoria                                    |                                                                |  |  |       |  |  |                                   |  |  |                                     |  |
|                             |                                       | Cristiano IX                                | Federico Guglielmo di Schleswig-Holstein-Sonderburg-Glücksburg |  |  |       |  |  |                                   |  |  |                                     |  |
|                             |                                       | Cristiano IX                                | Federico Guglielmo di Schleswig-Holstein-Sonderburg-Glücksburg |  |  |       |  |  |                                   |  |  |                                     |  |
|                             |                                       | Cristiano IX                                | Luisa Carolina d'Assia-Kassel                                  |  |  |       |  |  |                                   |  |  |                                     |  |
| Alessandra di Danimarca     |                                       | Cristiano IX                                |                                                                |  |  |       |  |  |                                   |  |  |                                     |  |
|                             |                                       | Luisa d'Assia-Kassel                        | Guglielmo d'Assia-Kassel                                       |  |  |       |  |  |                                   |  |  |                                     |  |
|                             |                                       | Luisa d'Assia-Kassel                        | Guglielmo d'Assia-Kassel                                       |  |  |       |  |  |                                   |  |  |                                     |  |
|                             |                                       | Luisa d'Assia-Kassel                        | Luisa Carlotta di Danimarca                                    |  |  |       |  |  |                                   |  |  |                                     |  |
| John                        |                                       | Luisa d'Assia-Kassel                        |                                                                |  |  |       |  |  |                                   |  |  |                                     |  |
|                             | Alessandro di Württemberg (1804-1885) | Ludovico Federico Alessandro di Württemberg |                                                                |  |  |       |  |  |                                   |  |  |                                     |  |
|                             | Alessandro di Württemberg (1804-1885) | Ludovico Federico Alessandro di Württemberg |                                                                |  |  |       |  |  |                                   |  |  |                                     |  |
|                             | Alessandro di Württemberg (1804-1885) | Enrichetta di Nassau-Weilburg (1780-1857)   |                                                                |  |  |       |  |  |                                   |  |  |                                     |  |
| Francesco di Teck           | Alessandro di Württemberg (1804-1885) |                                             |                                                                |  |  |       |  |  |                                   |  |  |                                     |  |
|                             |                                       | Claudine Rhédey von Kis-Rhéde               | László Rhédey von Kis-Rhéde                                    |  |  |       |  |  |                                   |  |  |                                     |  |
|                             |                                       | Claudine Rhédey von Kis-Rhéde               | László Rhédey von Kis-Rhéde                                    |  |  |       |  |  |                                   |  |  |                                     |  |
|                             |                                       | Claudine Rhédey von Kis-Rhéde               | Ágnes Inczédy von Nagy-Várad                                   |  |  |       |  |  |                                   |  |  |                                     |  |
| Mary di Teck                |                                       | Claudine Rhédey von Kis-Rhéde               |                                                                |  |  |       |  |  |                                   |  |  |                                     |  |
|                             |                                       | Adolfo, duca di Cambridge                   | Giorgio III                                                    |  |  |       |  |  |                                   |  |  |                                     |  |
|                             |                                       | Adolfo, duca di Cambridge                   | Giorgio III                                                    |  |  |       |  |  |                                   |  |  |                                     |  |
|                             |                                       | Adolfo, duca di Cambridge                   | Carlotta di Meclemburgo-Strelitz (1744-1818)                   |  |  |       |  |  |                                   |  |  |                                     |  |
| Maria Adelaide di Cambridge |                                       | Adolfo, duca di Cambridge                   |                                                                |  |  |       |  |  |                                   |  |  |                                     |  |
|                             |                                       | Augusta d'Assia-Kassell                     | Federico d'Assia-Kassel                                        |  |  |       |  |  |                                   |  |  |                                     |  |
|                             |                                       | Augusta d'Assia-Kassell                     | Federico d'Assia-Kassel                                        |  |  |       |  |  |                                   |  |  |                                     |  |
|                             |                                       | Augusta d'Assia-Kassell                     | Carolina di Nassau-Usingen                                     |  |  |       |  |  |                                   |  |  |                                     |  |
|                             |                                       | Augusta d'Assia-Kassell                     |                                                                |  |  |       |  |  |                                   |  |  |                                     |  |